# Mini Cooper SE
A Mini Cooper SE (az Egyesült Királyságban Mini Electric néven forgalmazzák) a 2020-ban piacra dobott harmadik generációs Mini Hatch akkumulátoros elektromos változata. A hajtáslánc a korábbi BMW i3 számára kifejlesztett technológiát alkalmazza.

## Tervezés
A vontatómotor teljesítménye 135 kW, nyomatéka pedig 270 Nm. Az akkumulátor kapacitása bruttó 32,6 kWh, nettó 28,9 kWh. Az akkumulátor tizenkét csomag lítium-ion cellát használ, amelyek T alakban vannak elhelyezve az első ülések között és a hátsó ülések alatt. A WLTP szerinti hatótávja 225–234 km között van, az akkumulátor pedig 36 perc alatt tölthető 80%-os kapacitásig 50 kW-os DC gyorstöltőn.
A 2008-ban néhány száz amerikai ügyfélnek lízingelt, korlátozott szériás akkumulátoros elektromos járművel, a Mini E-vel összehasonlítva a gyorsulás, a teljesítmény és a hatótáv közel azonos, de az újabb Mini Electric akkumulátora kisebb teret foglal el; a Mini E akkumulátora.
Az akkumulátor alváz helyzete a súlyegyensúlyt 63/37-ről (első/hátsó) a belső égésű motoros Cooper S esetében 58/42 vagy 54/46 (F/R) arányra tolja el Cooper SE esetében; ráadásul a súlypont 30 mm-rel alacsonyabban van,  annak ellenére, hogy a menetmagasság 18 mm-rel nőtt. Az alvázat egyedi lengéscsillapítókkal szerelték fel; A rugókat a Countryman és Clubman modellektől kölcsönözték, hogy megfeleljenek az akkumulátor extra súlyának, ami 129–159 kg-mal növelte meg a súlyt egy alap Cooperhez képest.
A Mini Electric végsebessége 150 km/óra. A Mini Electric csomagtartója 211-731 liter között van, attól függően, hogy hány ülést használnak.

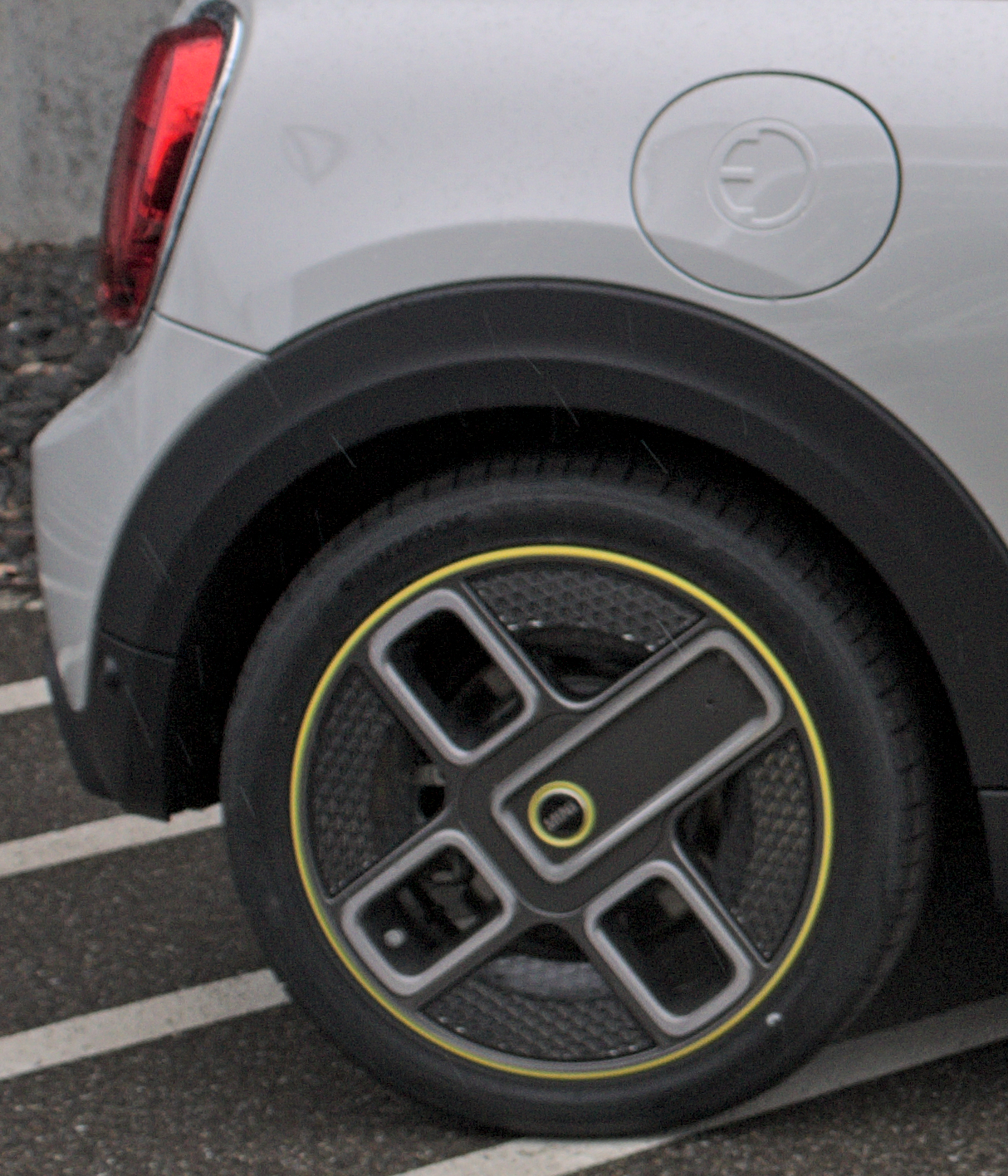
Stílusrészletek: „Corona/Power Spoke” kerekek és a töltőnyílás ajtaján domborított E/plug ambigramma

Mivel az autó nem igényel hűtést, a hűtőrács helye le van takarva; Az aerodinamikai ellenállás csökkentése érdekében további finomításokat végeztek a futóműben és a hátsó kötényben. A Mini Electric egyes jelvényei és díszítőelemei élénk „Energetic Yellow” színnel vannak ellátva, amelyben a szürke szín is meghatározó. Az autó belsejében a digitális műszerfal, a váltó és az indítógomb azonos sárga színnel vannak kiemelve. A töltőnyílás a jobb hátsó kerék felett található.
Az egyik modellspecifikus, eredetileg „Corona Spoke” márkájú kerékopció háromlyukú, aszimmetrikus kialakítással rendelkezik, amely az Egyesült Királyság három tűs BS 1363 háztartási hálózati aljzataira emlékeztet; a név röviddel a COVID-19 világjárvány kezdete után „Power Spoke” lett. A Mini Electric továbbra is a kerek stilizált „E”/plug logót használja, amelyet először a Mini E-hez fejlesztettek ki, majd a Countryman Cooper SE Hybrid-en folytatták.
2021-ben bemutatták a Mini Cooper megújult változatát, csökkentve ezzel az élénksárga díszítések és jelvények használatát.

## Története
A Mini Electric nem tévesztendő össze a 2010-es Mini E-vel, amely egy korlátozott gyártású jármű volt, amelyet technológiai és piaci tesztplatformként használtak.
A Mini Electric előzményekét, a Mini Electric Concept koncepcióautót a 2017-es Frankfurti Autószalonon mutatták be. A sorozatgyártású Mini Cooper SE-t 2019 júliusában jelentették be, a nemzetközi bemutatót pedig hat hónappal később Miamiban tartották, ahol a BMW azt hirdette, hogy a sajtóautóparkot megújuló energiaforrásokkal töltik fel.
A Mini Electricet az oxfordi gyárban szerelik össze hagyományos hajtású Mini ferdehátúkkal együtt. Az induláskor a gyár akár 120 Mini Electric járművet tudott építeni naponta, és már 2000 előrendelése volt az Egyesült Királyság piacára. Az Egyesült Királyságban a Mini Electric három különböző felszereltségi szinttel volt kínálva
A „JCW által ihletett MINI Electric Pacesettert” 2021 márciusában mutatták be; a 2020–2021-es Formula–E világbajnokság biztonsági autójaként funkcionált. A közúti Mini Electric-hez képest a Pacesetter 130 kg-os súlycsökkenésen esett át, emellett új kerekeket és egy hátsó szárnyat kapott beépített biztonsági lámpákkal.
2021-ben Paul Smith megtervezte a MINI STRIP-et, a Mini Electric egyik változatát, mely fenntartható ötleteket tartalmazott, például panorámatetőt és autószőnyegeket utángyártott anyagokból, valamint parafát a belső térben.

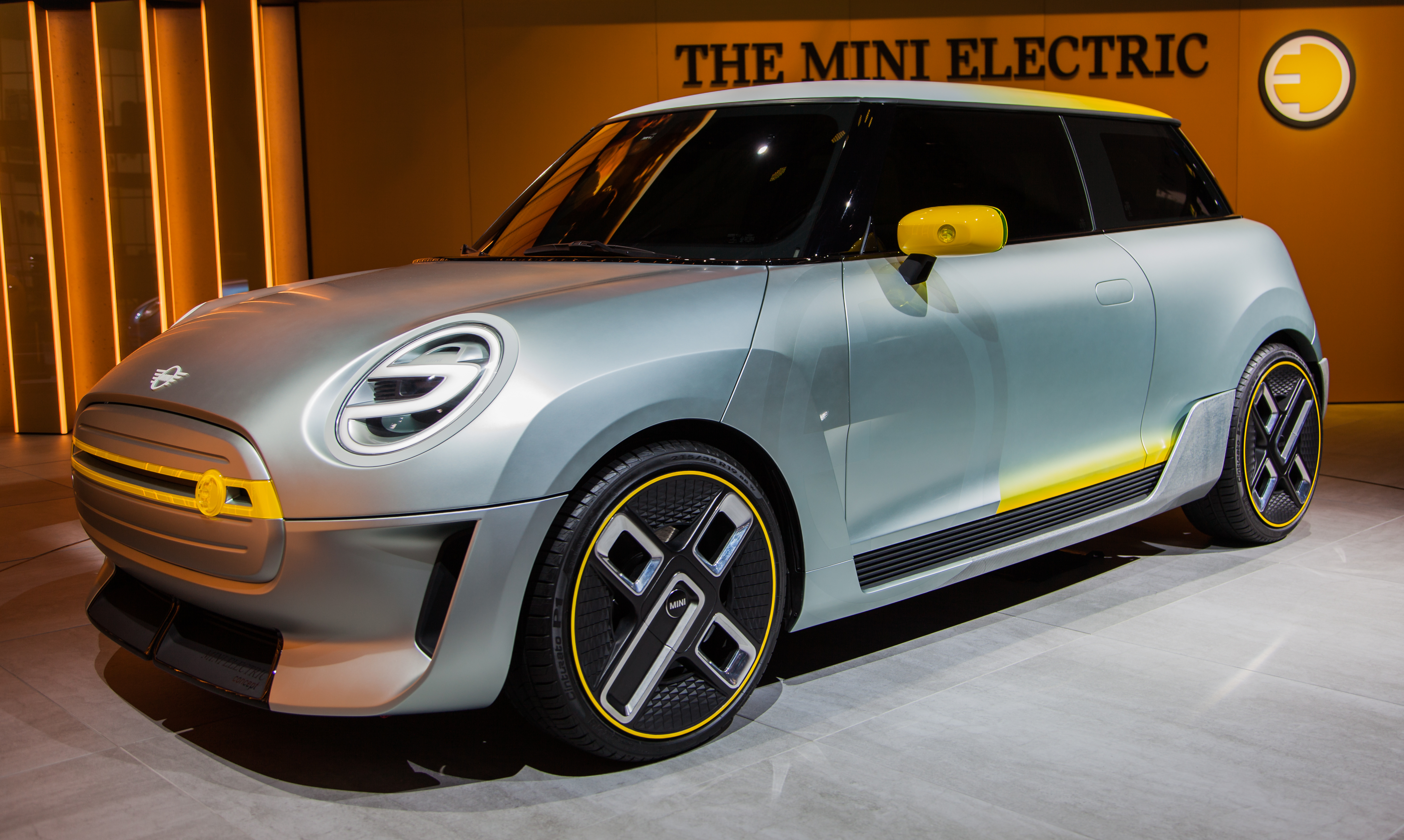
Mini Electric Concept at IAA 2017
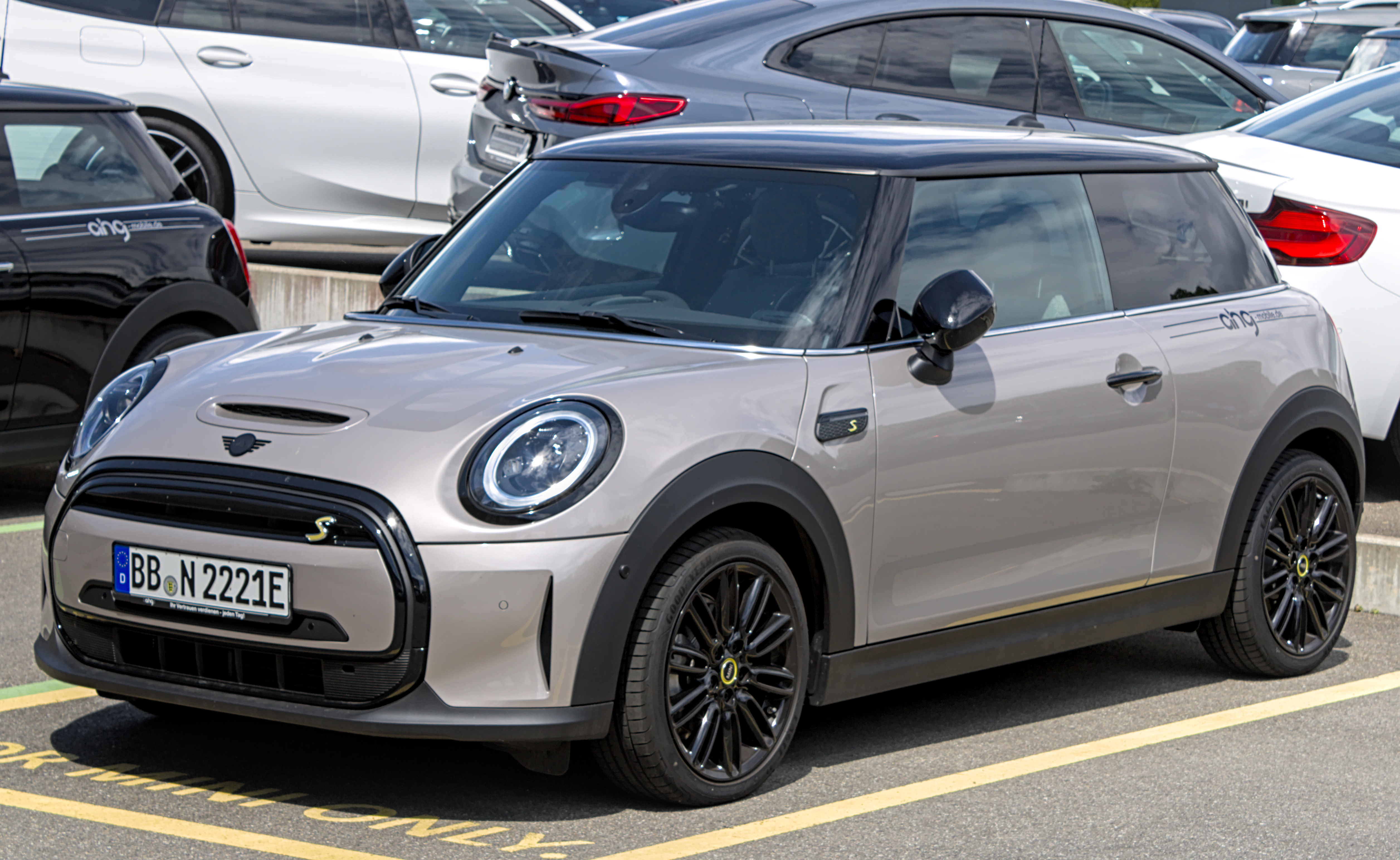
Elölnézetből
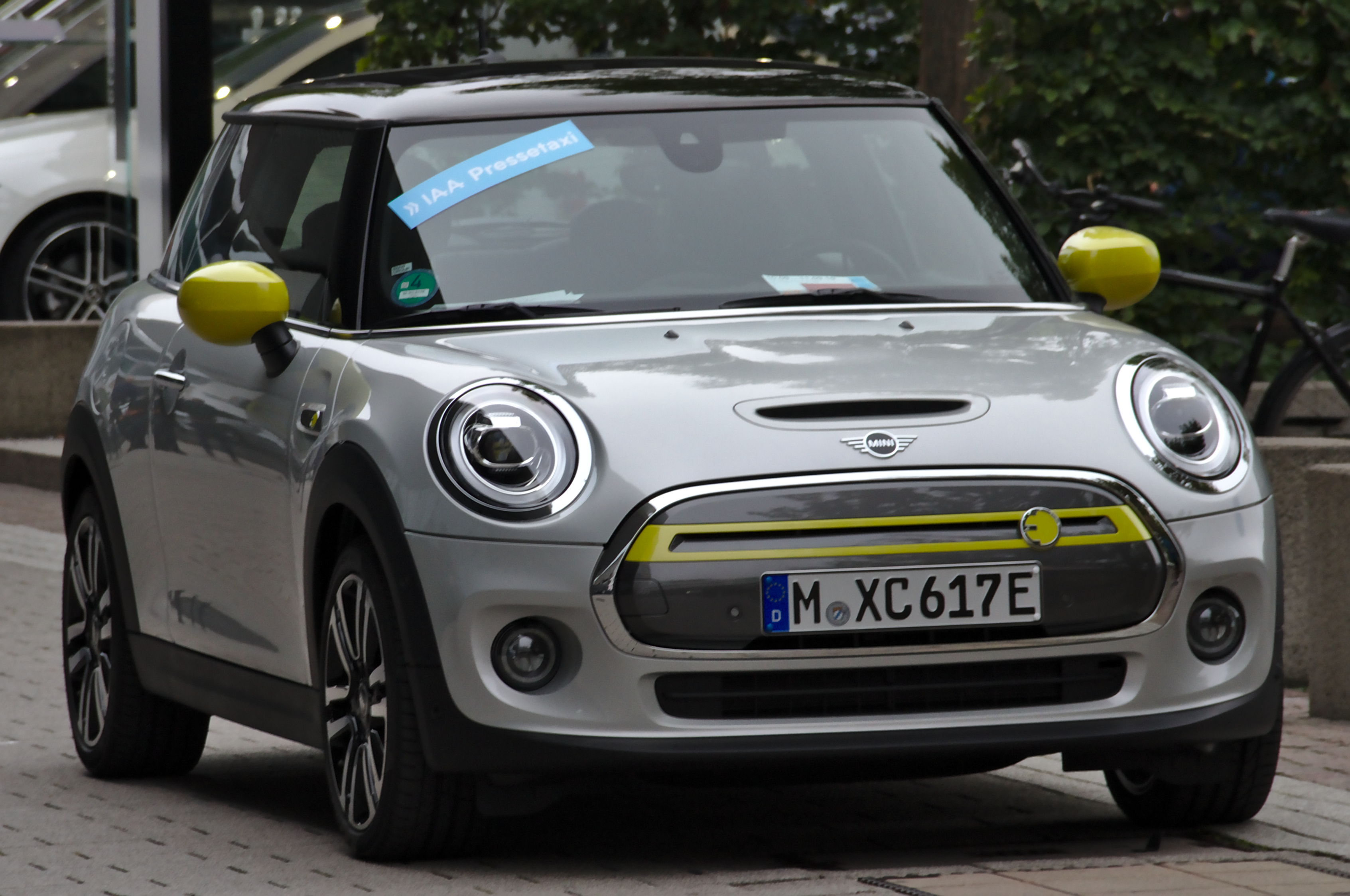
Elölnézetből
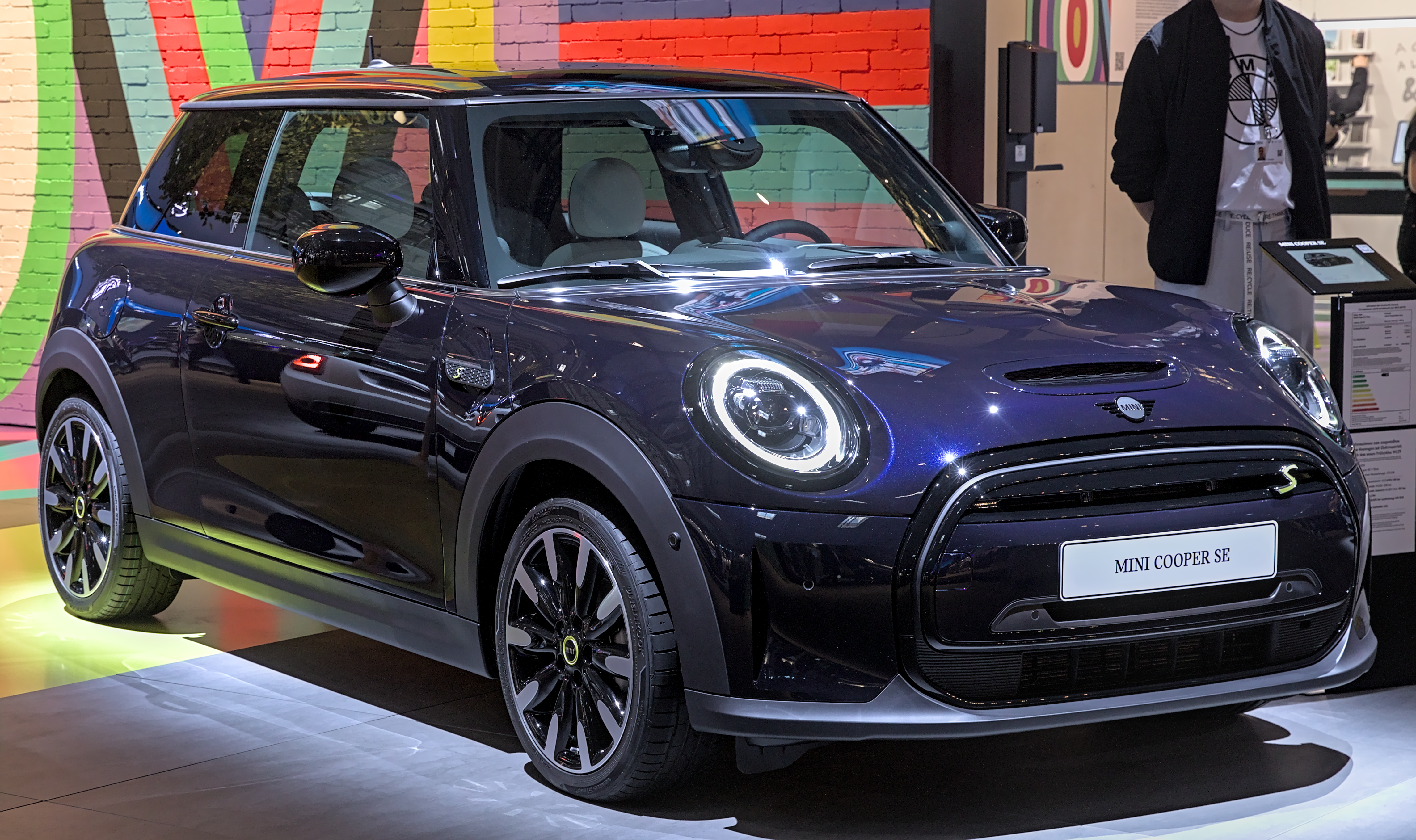
Elölnézetből
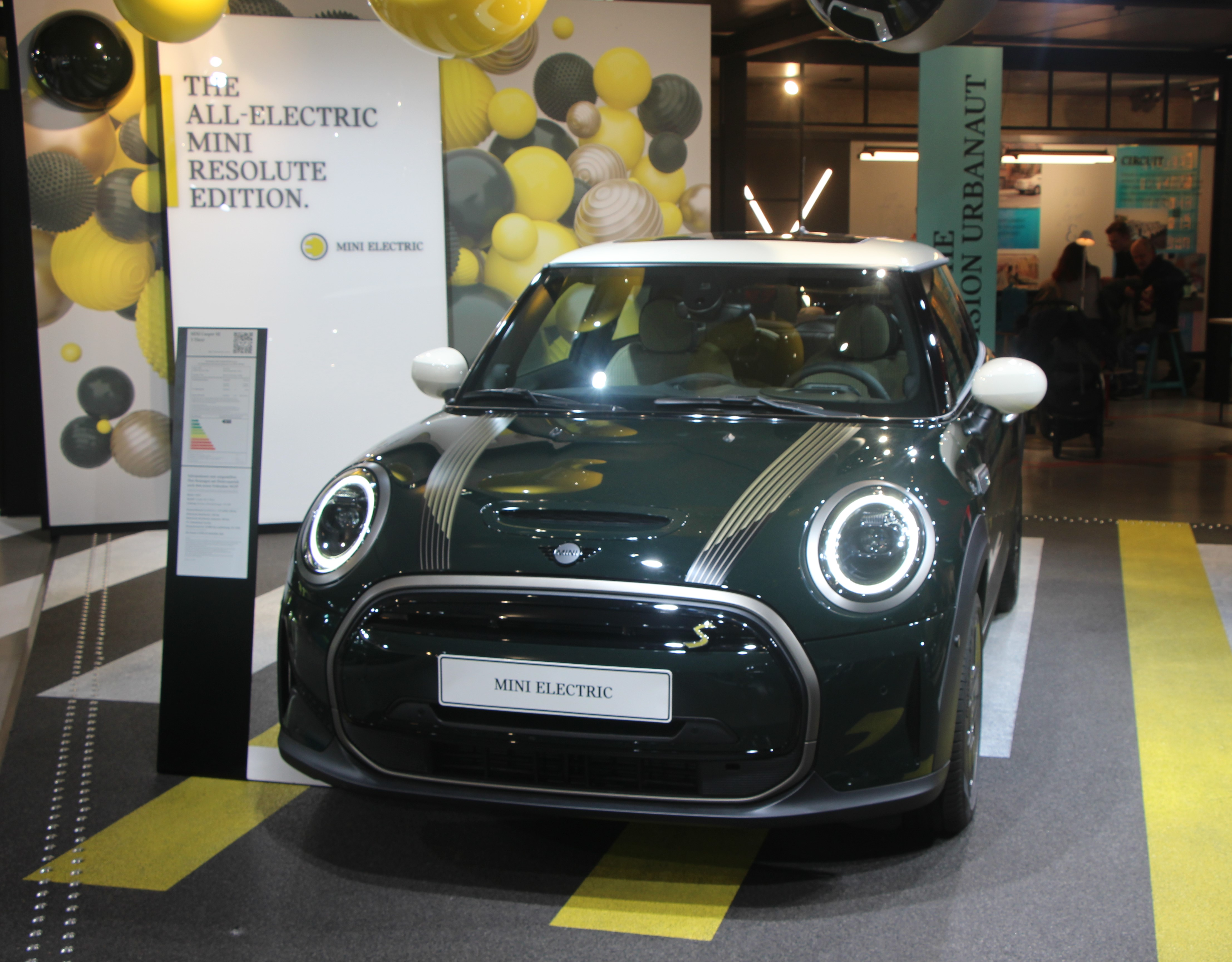
Elölnézetből
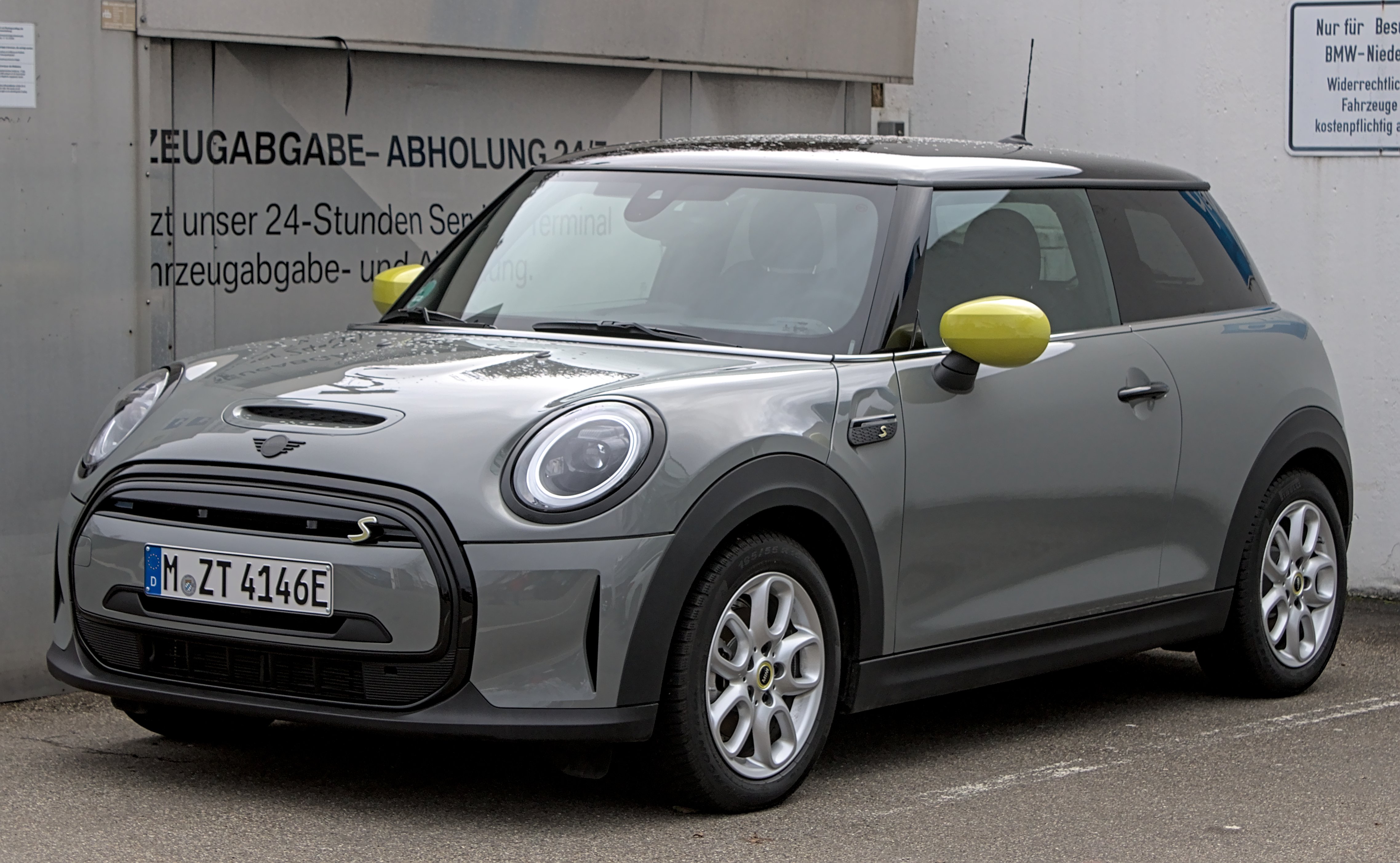
Elölnézetből
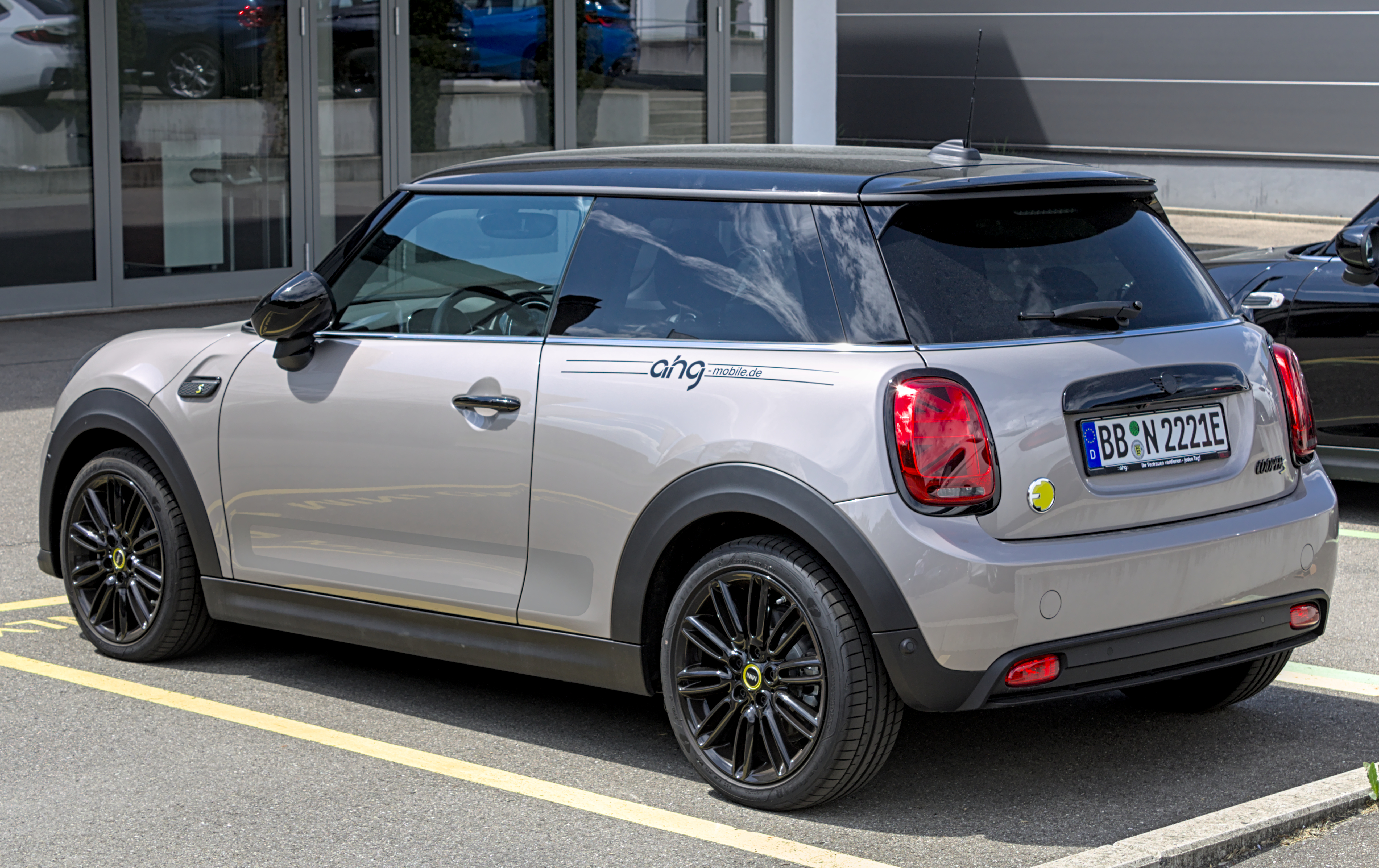
Hátulnézetből
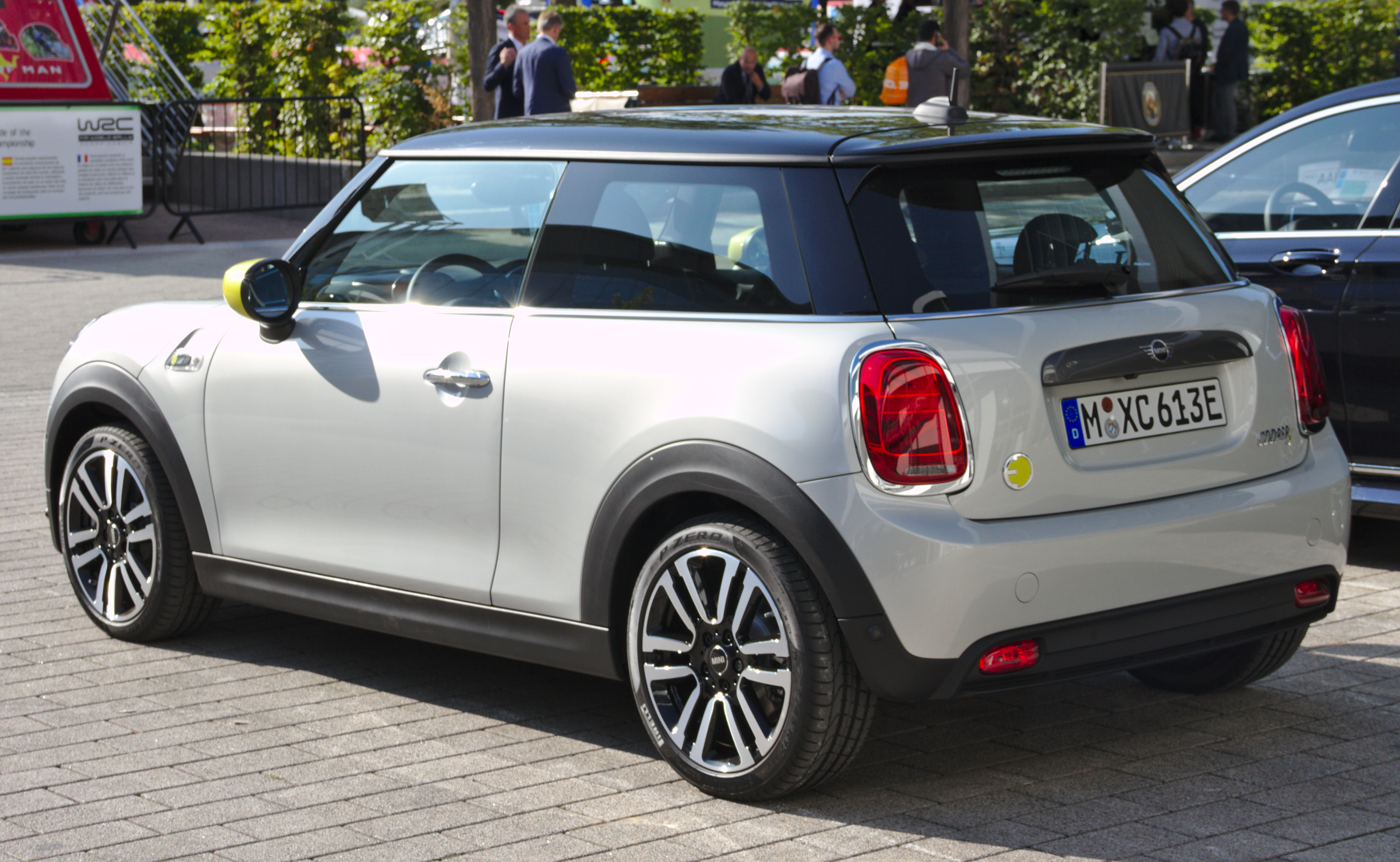
Hátulnézetből
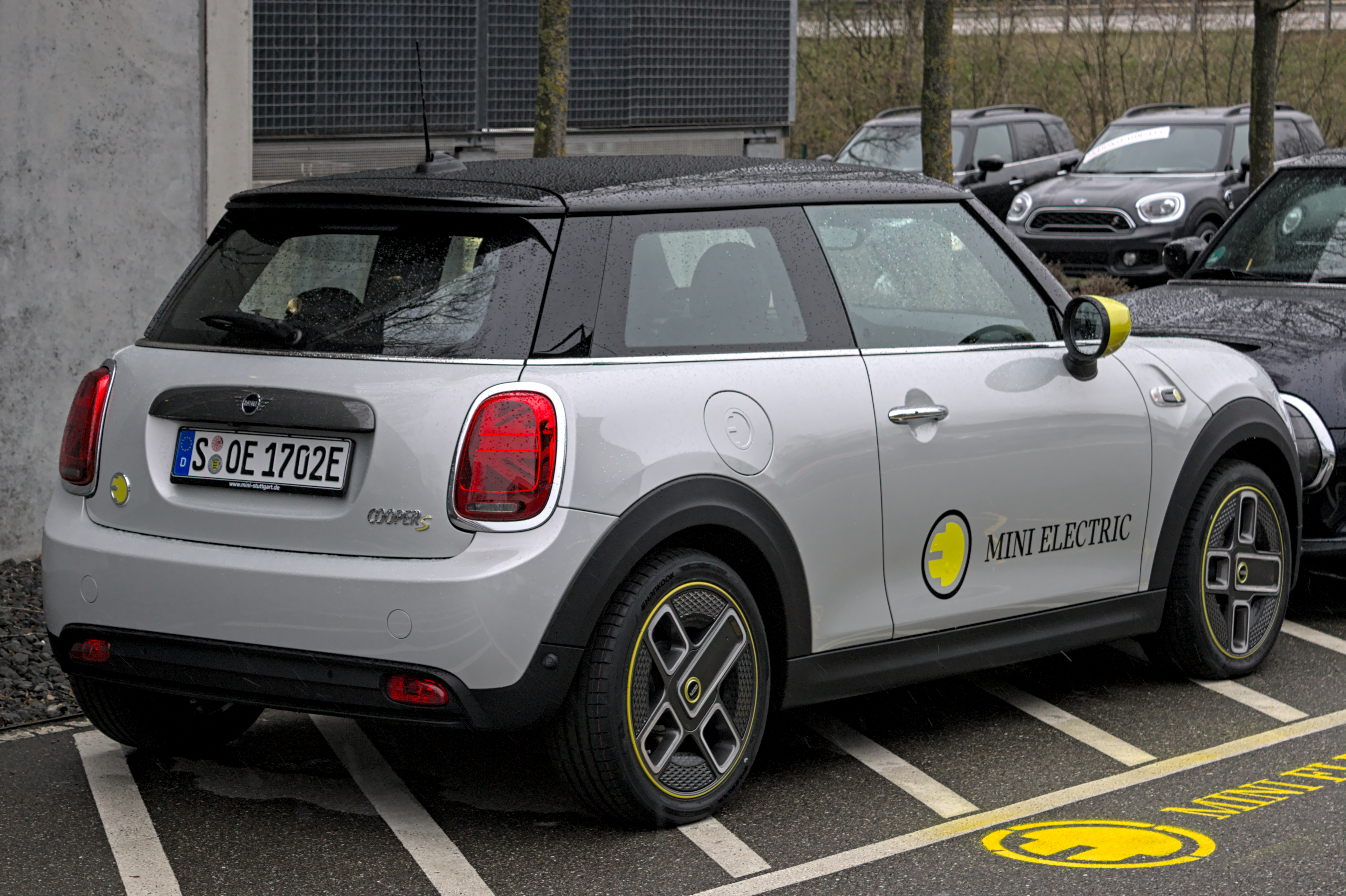
Hátulnézetből
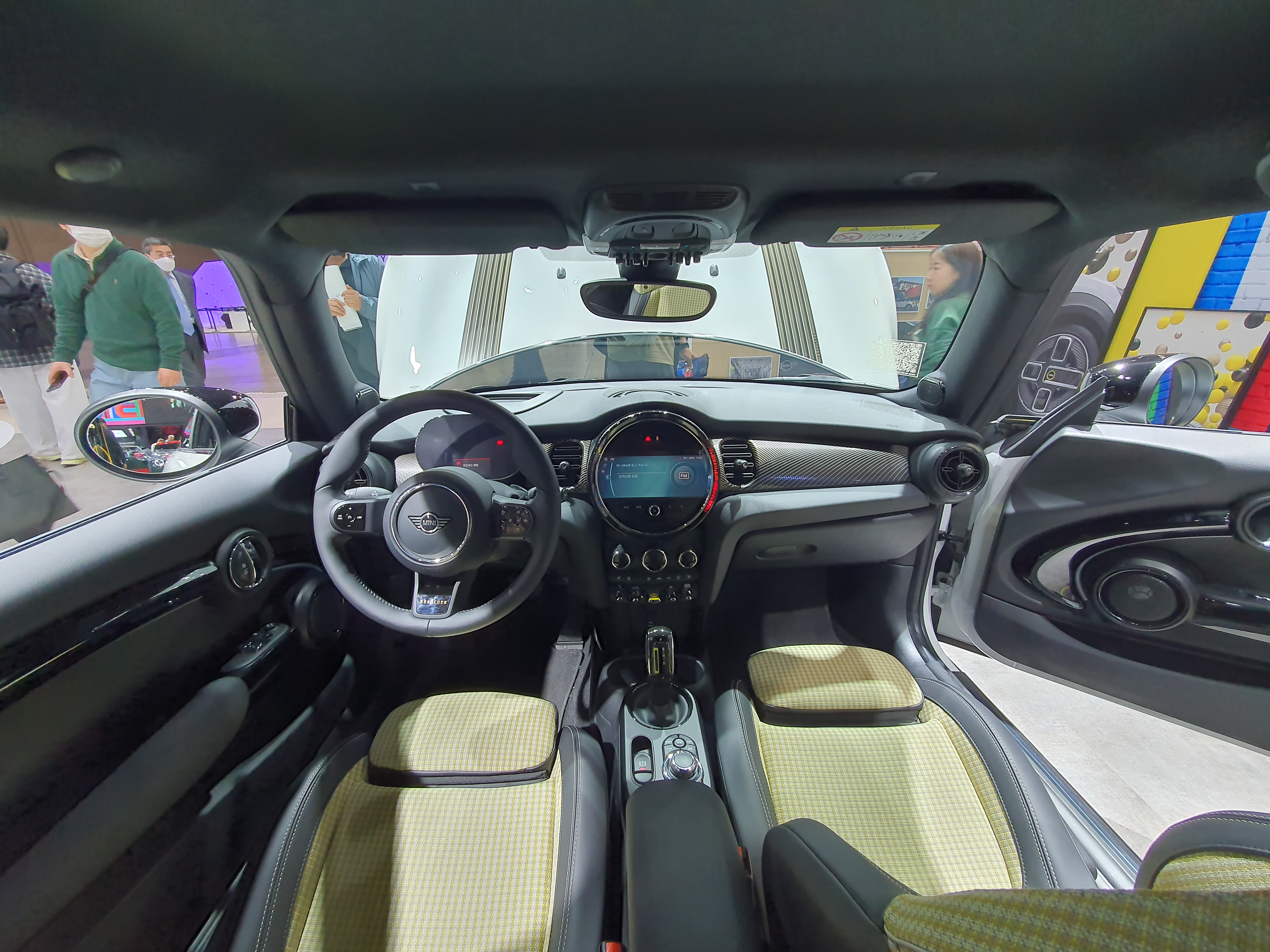
A Mini Cooper SE belső tere
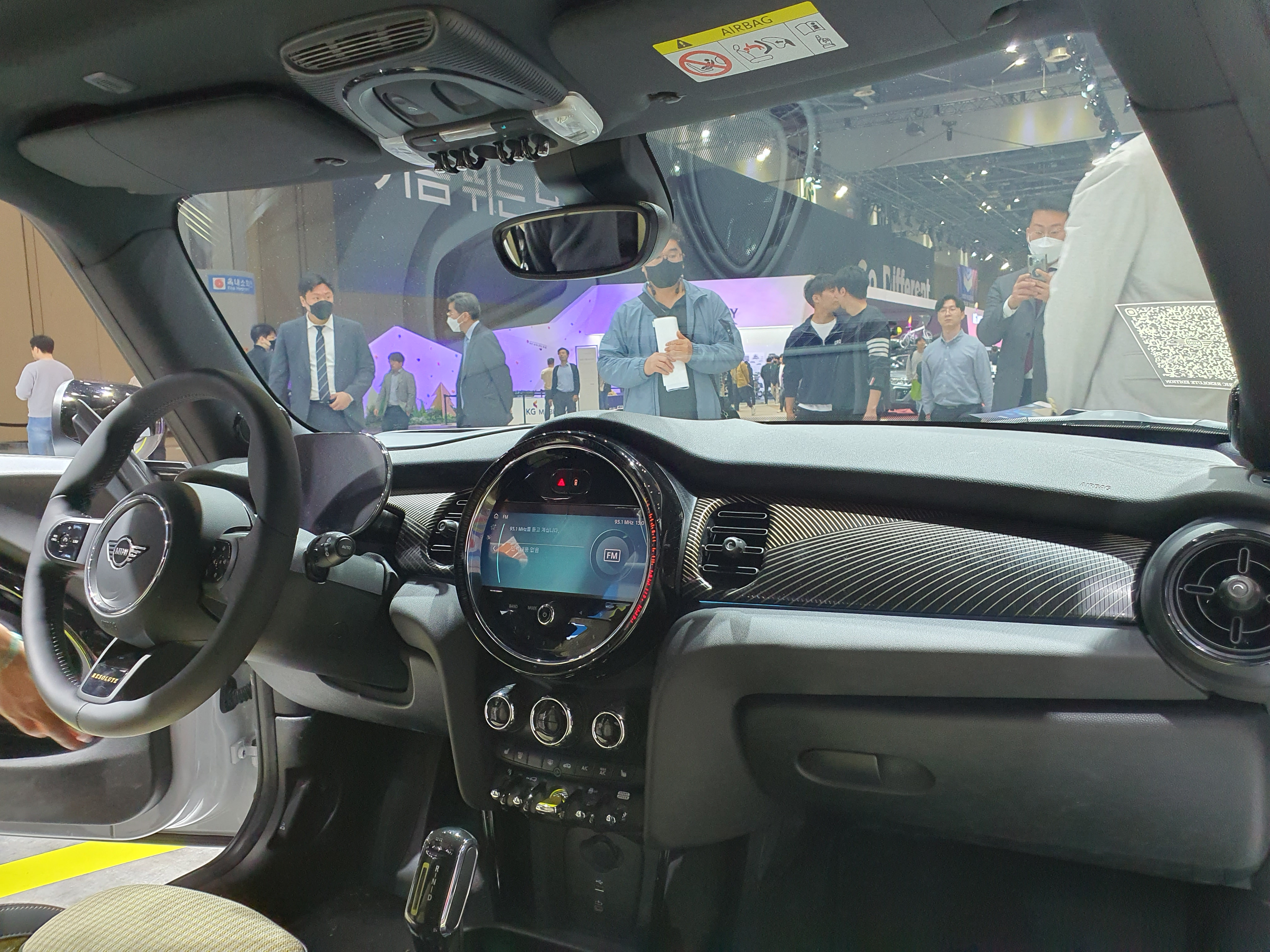
A Mini Cooper SE belső tere
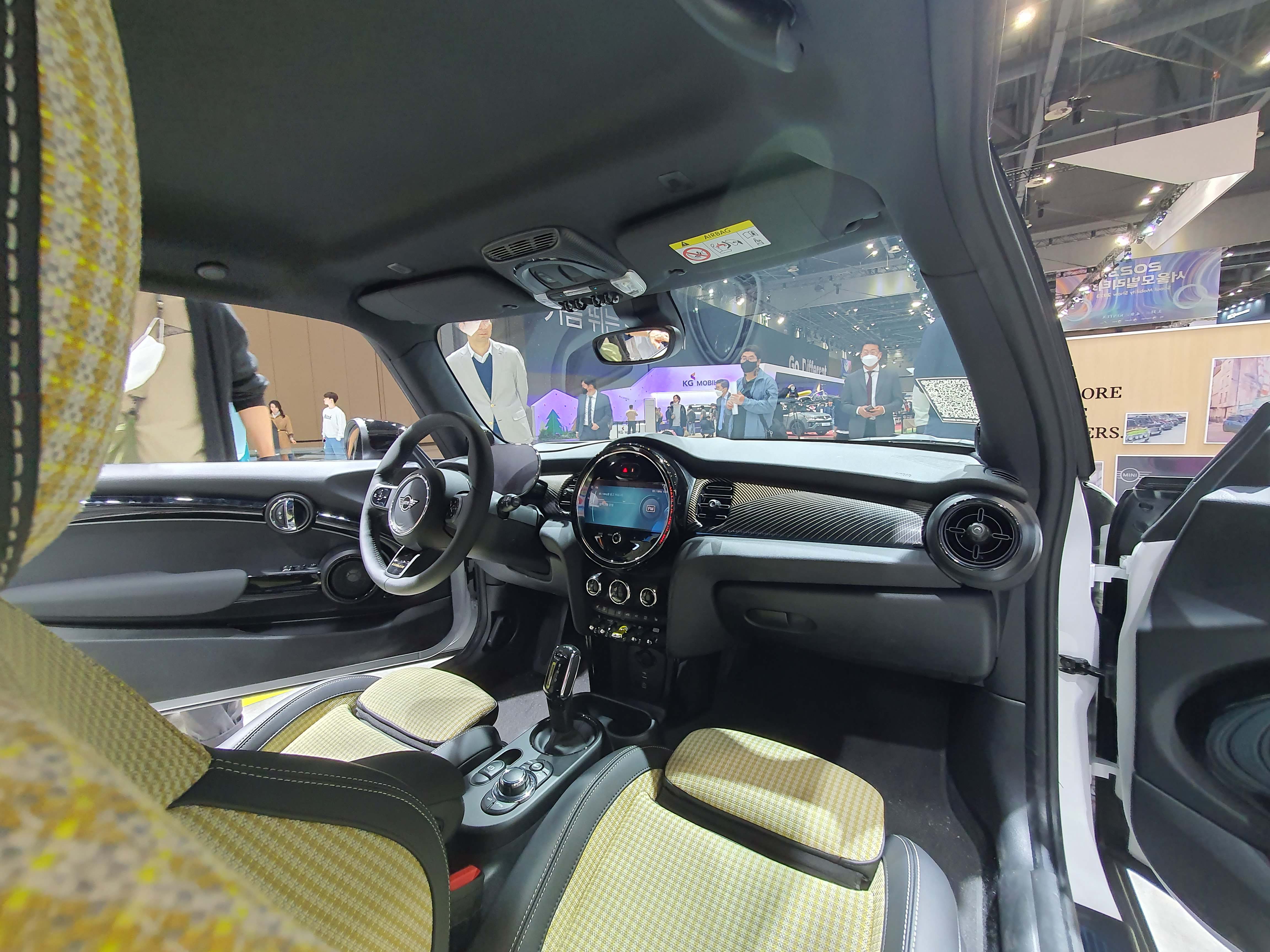
A Mini Cooper SE belső tere
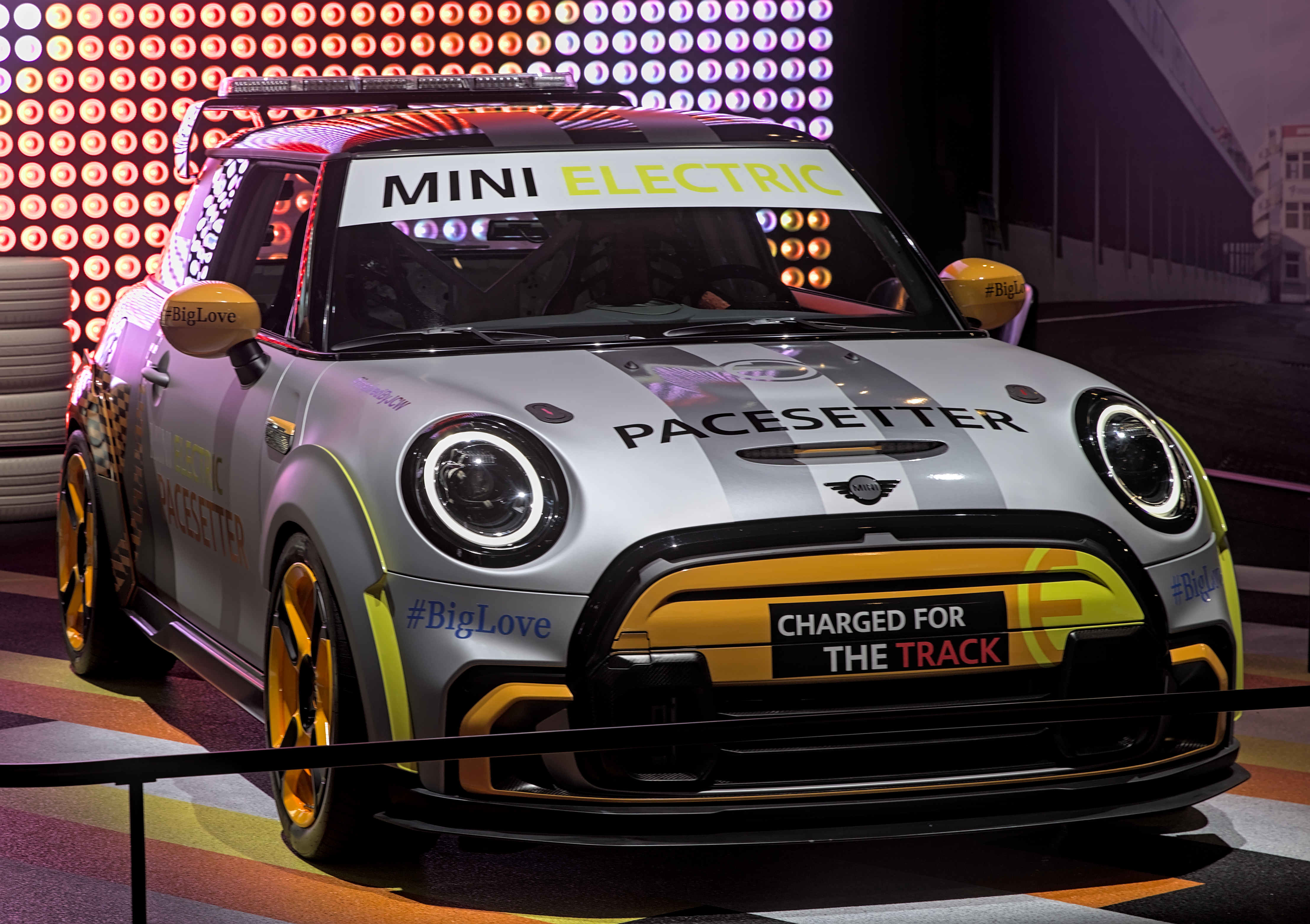
Mini Formula E Pacesetter kísérőautó a 2021-es Müncheni Autószalonon
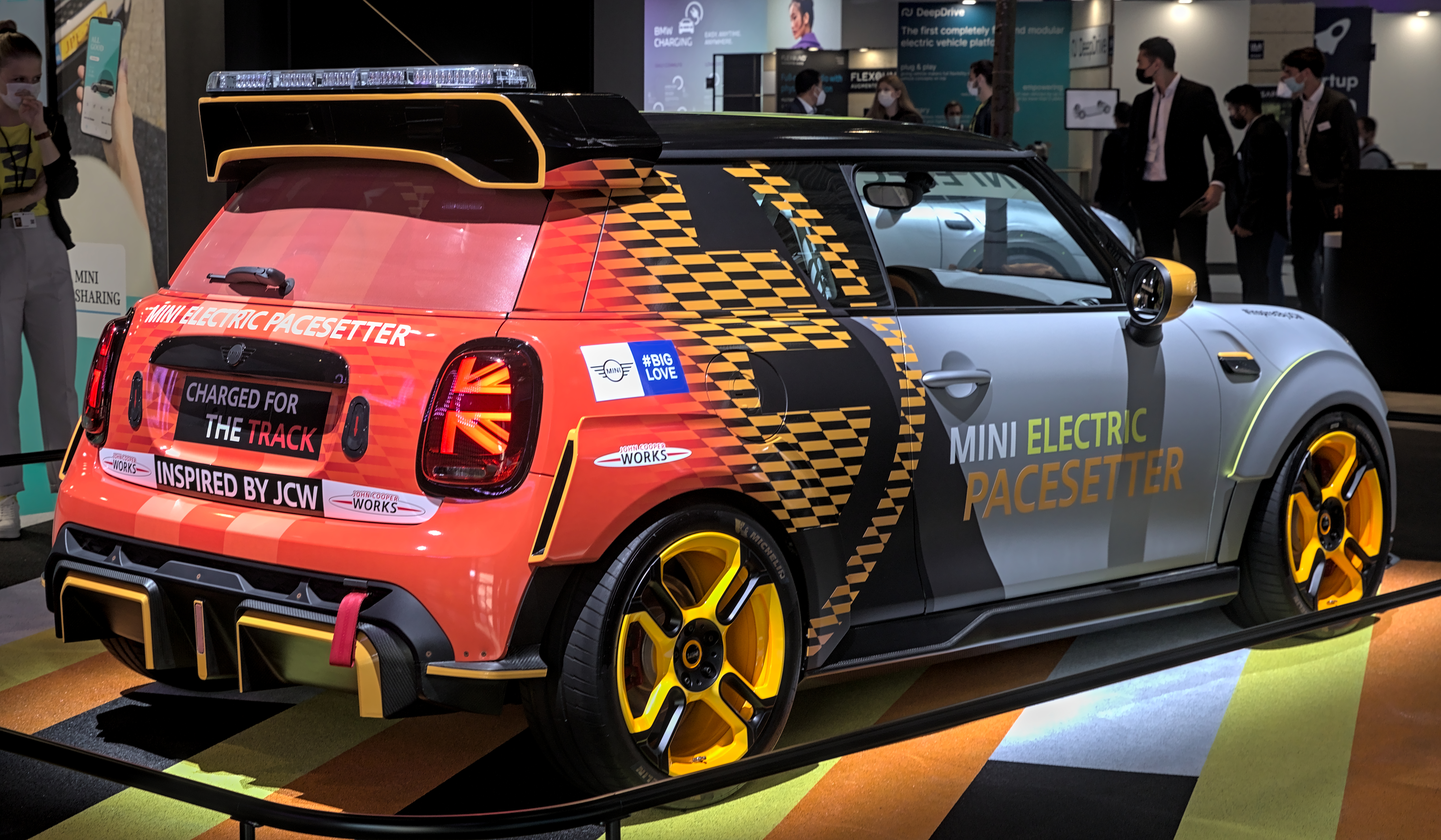
Mini Formula E Pacesetter kísérőautó a 2021-es Müncheni Autószalonon
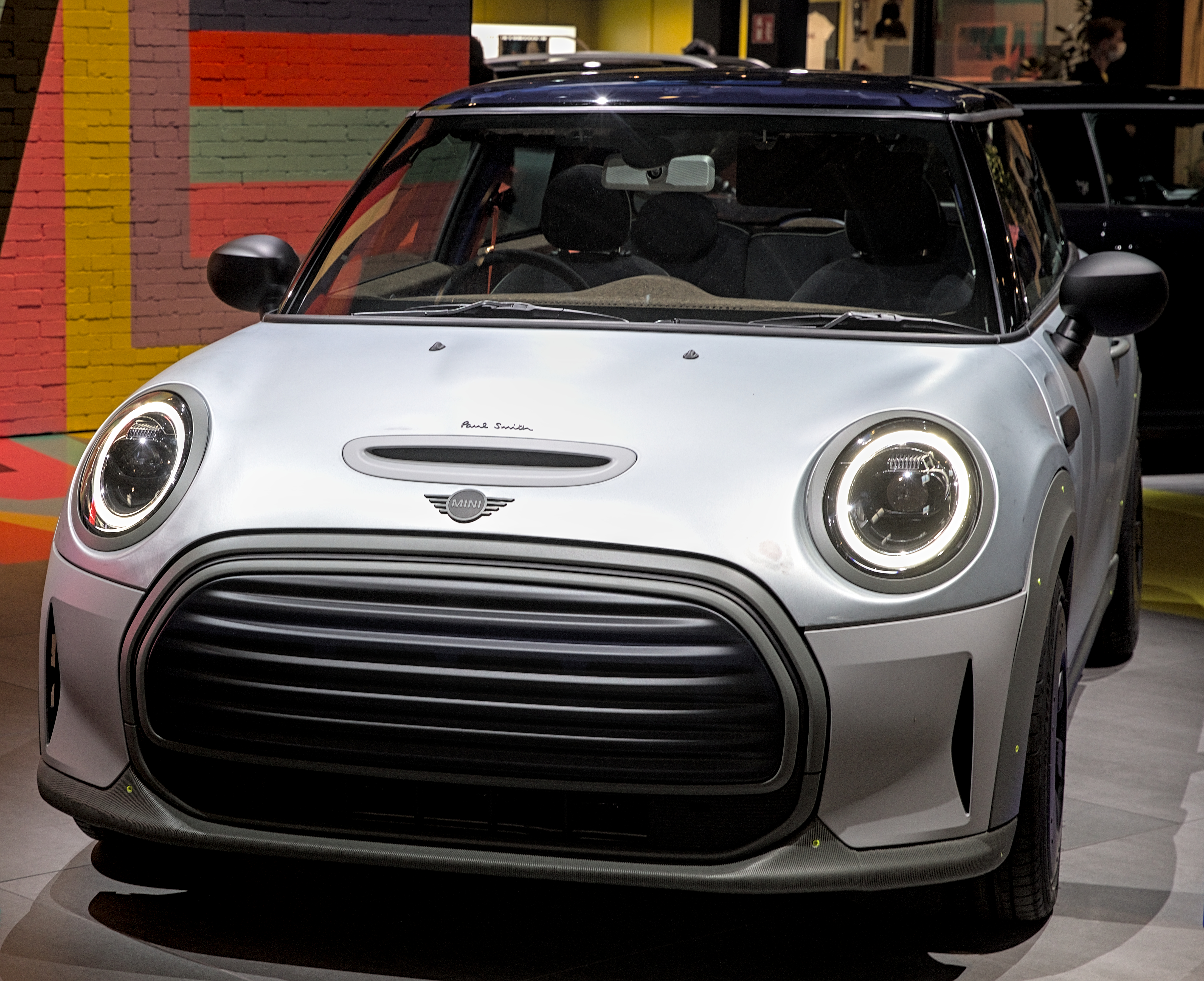
A Mini Strip elölnézetből
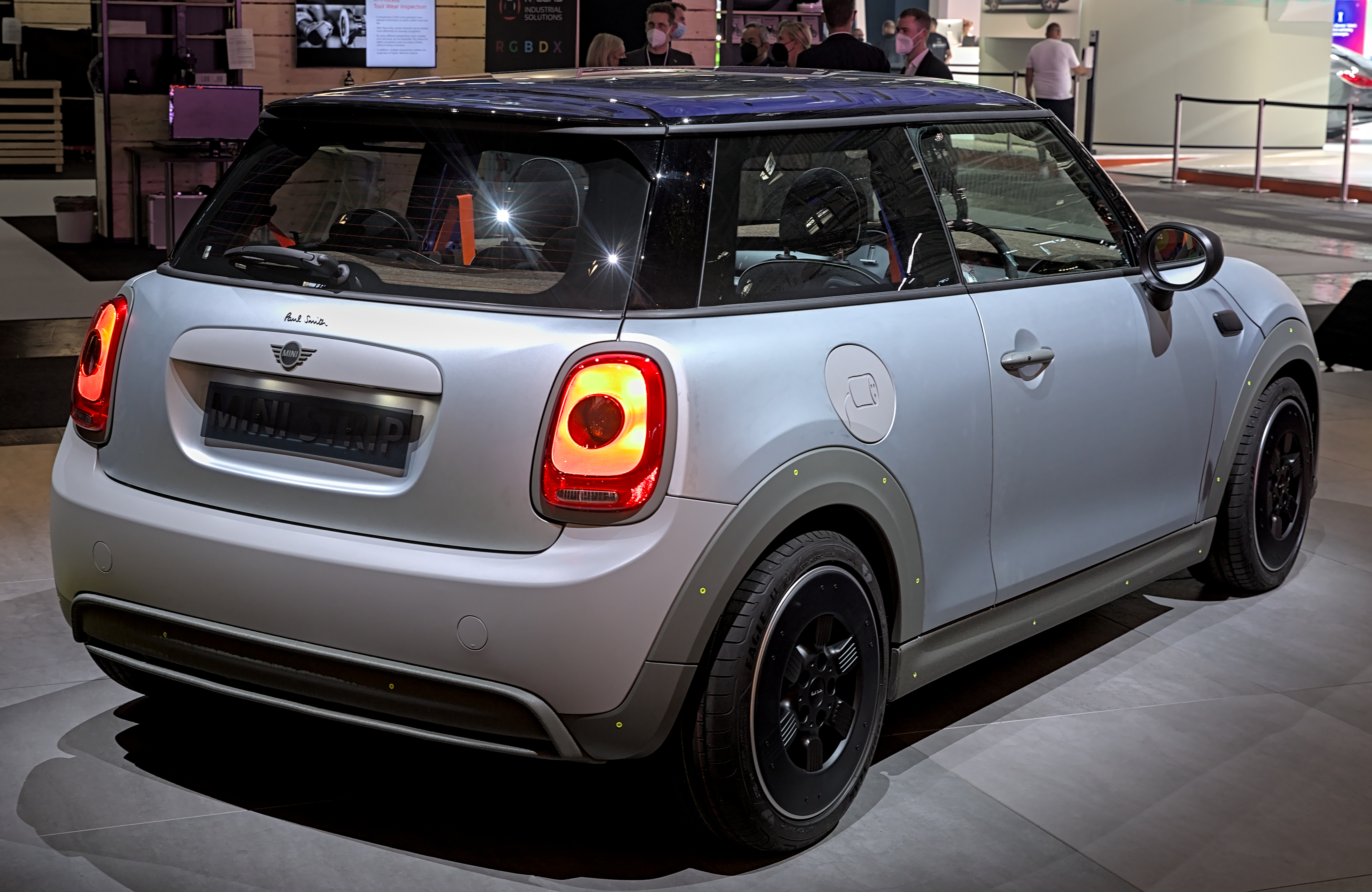
A Mini Strip hátulnézetből

## Fordítás
Ez a szócikk részben vagy egészben  a   Mini Electric című angol Wikipédia-szócikk ezen változatának fordításán alapul.  Az eredeti cikk szerkesztőit annak laptörténete sorolja fel. Ez a jelzés csupán a megfogalmazás eredetét és a szerzői jogokat jelzi, nem szolgál a cikkben szereplő információk forrásmegjelöléseként.